# 義賣
義賣是一種慈善出售活動，商品出售所得的收入全部用作慈善目的，包括捐款予慈善機構，或者直接贊助弱勢社群。義賣活動通常需要保證銷貨收入的每個百分比用作慈善捐款，又或者減除必要支出外，收入餘額撥歸慈善用途。